# Ujazdówek
Ujazdówek [pronunciación en polaco: /ujazˈduvɛk/] es un pueblo en el distrito administrativo de Gmina Kobiele Wielkie, dentro del Distrito de Radomsko, Voivodato de Łódź, en Polonia central. Se encuentra aproximadamente 3 kilómetros al noreste de Kobiele Wielkie, 15 kilómetros al este de Radomsko, y 83 kilómetros al sur de la capital regional, Łódź.